# Esther de Kleuver
Esther de Kleuver (23 mei 1968) is een Nederlandse topambtenaar en schaakster met FIDE-rating 2054 in 2017. Zij heeft de titel van Internationaal Meester bij de dames (WIM). Zij is getrouwd met Internationaal Meester Mark van der Werf.
In 1997 speelde ze met Anne-Marie Benschop en Erika Sziva mee in het Europees schaakkampioenschap voor landenteams in Pula (Kroatië). Het kampioenschap werd bij de dames gewonnen door Georgië met 13 punten, Nederland eindigde met 9 punten op de 16e plaats. 
Ze speelt anno 2007 bij de schaakvereniging Zukertort Amstelveen.
De Kleuver studeerde sociale psychologie aan de Vrije Universiteit Amsterdam. Sinds 1 januari 2023 is De Kleuver inspecteur-generaal Inspectie Justitie en Veiligheid bij het ministerie van Justitie en Veiligheid. Vanaf 2018 was zij directeur Duurzame Leefomgeving en Circulaire Economie, tevens plaatsvervangend directeur-generaal Milieu en Internationaal bij het ministerie van Infrastructuur en Waterstaat. Daarvoor was zij directeur Gezond en Veilig Werken bij het ministerie van Sociale Zaken en Werkgelegenheid. Eerder vervulde Esther onder andere verschillende managementfuncties bij de ministeries van Veiligheid en Justitie en Binnenlandse Zaken en Koninkrijksrelaties en was ze onderzoeker bij de Divisie Centrale Recherche Informatie.

## Externe koppelingen
- (en)   Informatie over schaakpartijen van Esther de Kleuver op ChessGames.com
- (en)   Informatie over schaakpartijen van Esther de Kleuver op 365chess.com
- (en)  FIDE-ratinggegevens voor Esther de Kleuver
- Twitter.